# كوفيا نارية
كوفيا نارية (الاسم العلمي: Cuphea ignea) هي نوع نباتي يتبع جنس الكوفيا من الفصيلة الخثرية.  
وتعرف أيضا باسم نبتة السيجار (بالإنجليزية: Cigar plant)‏، زهرة السيجار (بالإنجليزية: Cigar flower)‏، زهرة المفرقعات (بالإنجليزية: Firecracker plant)‏ والسيجار المكسيكي (بالإنجليزية: Mexican Cigar)‏، وهي شجيرة فرعية استوائية، معمرة، دائمة الخضرة وكثيفة أفرع. موطنها المكسيك وجزر الهند الغربية. تنتج زهر أنبوبي الشكل صغير بلون أحمر مشرق إلى برتقالي. ولكل زهرة حافة رقيقة بيضاء وبتلاتان اثنان صغيرتان أرجوانية وسوداء. وتشبه الزهور السيجار المشتعل، ومن هنا جاءت تسميتها. هذة شجيرة كثيفة تنمو إلى حوالي 60 سم.